# James Thurber

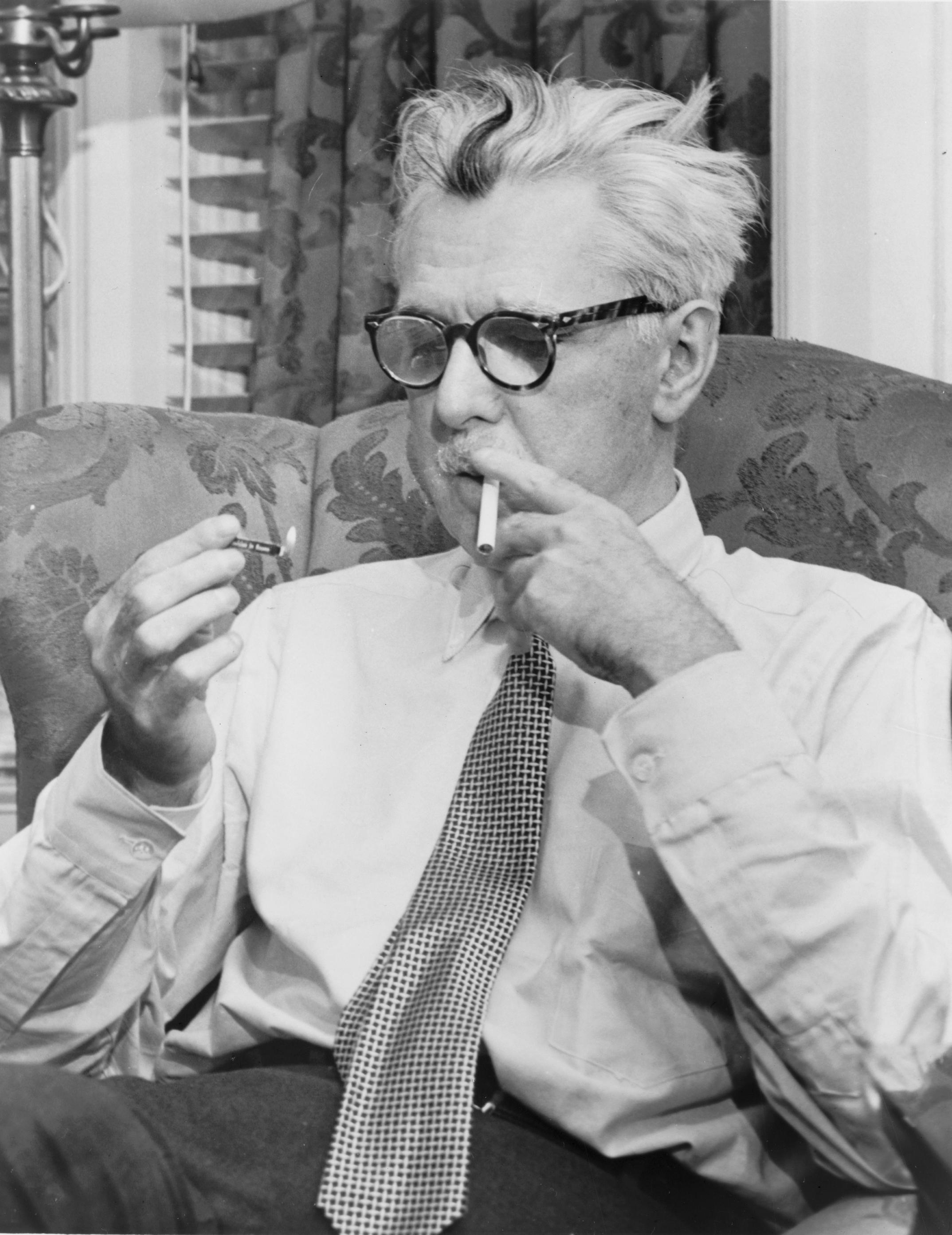
James Thurber (1954)

James Grover Thurber (* 8. Dezember 1894 in Columbus, Ohio; † 2. November 1961 in New York) war ein US-amerikanischer Schriftsteller und Zeichner, der vor allem durch seine Kurzgeschichten und Fabeln bekannt wurde, die überwiegend in dem Magazin The New Yorker erstveröffentlicht wurden.

## Leben
Thurber verbrachte seine Kindheit und Jugend in Columbus. Durch einen Unfall verlor er im Alter von sieben Jahren das linke Auge; auch sein rechtes Auge wurde verletzt, was in späteren Jahren zu einer vollständigen Erblindung führte.
Von 1913 bis 1917 studierte Thurber an der Ohio State University, die er 1918 ohne Abschluss verließ, da er aufgrund seiner Sehschwierigkeiten nicht an einem obligatorischen ROTC-Ausbildungsprogramm teilnehmen konnte. Allerdings gelang es ihm, während seiner Studienzeit umfangreichere literarische Kenntnisse zu erwerben. Posthum verlieh die Ohio State University ihm 1995 den Ehrendoktortitel.
Nach dem Studium arbeitete er als Angestellter für die US-Regierung in Washington, danach bei der amerikanischen Botschaft in Paris, bis er schließlich Auslandskorrespondent für eine Chicagoer Zeitung wurde. In den Jahren zwischen 1918 und 1926 schrieb Thurber für verschiedene amerikanische und französische Zeitungen. 1927 begann er, als Redakteur für die Wochenzeitschrift The New Yorker zu arbeiten, an deren Erfolg er einen maßgeblichen Anteil hatte. Seine Kurzgeschichten, Fabeln und Anekdoten und nicht zuletzt seine Zeichnungen prägten entscheidend das Erscheinungsbild des New Yorker.
Wegen seiner fortschreitenden Erblindung war es Thurber ab Anfang der vierziger Jahre nicht mehr möglich, seine Artikel selbst zu schreiben. Er musste seine Texte nun diktieren, was ihn zunehmend verbitterte und sich in seinem Spätwerk häufig als Misanthropie und auch Frauenfeindlichkeit äußerte. Auch nach der völligen Erblindung war er jedoch bis zu seinem Schlaganfall und Tode im Herbst 1961 weiterhin als Schriftsteller tätig und nahm sogar des Öfteren aktiv an Theateraufführungen teil.
Zu Thurbers Ehren wird seit 1996 jährlich der Thurber Prize for American Humor verliehen.

## Künstlerisches Schaffen
In seinen humoristischen Erzählungen, Fabeln und Zeichnungen drückte Thurber den Gegensatz zwischen der Naivität der Einzelnen und der Komplexität der modernen Welt aus, wobei er besonders Themen wie Sexualität, Psychoanalyse und Probleme der Kommunikation im technischen Zeitalter als Sujets wählte.
Trotz der unverkennbar humoristischen Züge haben Thurbers Geschichten jedoch nahezu ohne Ausnahme einen ernsteren oder tragischen Hintergrund.
Charakteristisch für sein Werk sind kleine, private Szenen, die Ehe als unerklärter Kleinkrieg und die Absurditäten des Alltags, hinter denen sich Tieferes verbirgt und an denen seine Protagonisten oftmals scheitern. Zu den typischen Thurber-Figuren gehört der „kleine Mann“ als schüchterner, leicht neurotischer Träumer, dessen Identität in einem tristen Alltag von aggressiven Frauen, gleichförmigen Menschenmassen oder Technik bedroht wird. Häufig flüchtet er wie sein bekanntester Vertreter Walter Mitty in die Scheinwelt der Phantasie.

## Werke
- The Last Flower
- Is Sex Necessary? (1929) (mit E. B. White) (dt. Warum denn Liebe?)
- My Life and Hard Times (1933) (dt. Man hat's nicht leicht)
- The Owl in the Attic and Other Perplexities (1931)
- The Seal in the Bedroom and Other Predicaments (1932)
- The Middle Aged Man on the Flying Trapeze (1935)
- Let Your Mind Alone! (1937)
- The Male Animal (1937) (dt. Das Tier im Manne)
- The Unicorn in the Garden
- The Secret Life of Walter Mitty (1939) (dt. Walter Mittys Geheimleben)
- The Peacelike Mongoose
- Fables for Our Times (1939, in Buchform 1940) (dt. 75 Fabeln für Zeitgenossen)
- The Very Proper Gander (1940)
- My World and Welcome To It (1942)
- Many Moons (1943) (dt. Die Prinzessin und der Mond / Einen Mond für Leonore)
- Men, Women and Dogs (1943) (dt. Männer, Frauen und Hunde)
- Thurber Country (1943)
- The Thurber Carnival (1945) (ausgewählte Werke; dt. Rette sich wer kann 1948)
- The White Deer (1945) (dt. Das weiße Reh)
- The Beast in Me and Other Animals (1948)
- The 13 Clocks (1950) (dt. Die 13 Uhren)
- The Thurber Album (1952)
- Wonderful O (1953) (dt. Das geheimnisvolle O; auch: Das wundervolle O)
- Thurber's Dogs (1955) (dt. So spricht der Hund)
- Further Fables for Our Time (1956)
- Alarms and Diversions (1957)

### In deutscher Übersetzung
- Rette sich, wer kann! Reinbek bei Hamburg 1948
- Die letzte Blume Rowohlt Taschenbuch 85, Hamburg, Juni 1953
- Thurbers Gästebuch. 1956
- So spricht der Hund Rowohlt Taschenbuch, Reinbek bei Hamburg, Oktober 1958
- Lachen mit Thurber (Auswahl aus Cartoons, Stories und Fabeln) Rowohlt, Reinbek bei Hamburg, 1964
- Das geheimnisvolle O (auch: Das wundervolle O) Karl Rauch Verlag, Düsseldorf 1967
- Fünfundsiebzig Fabeln für Zeitgenossen. Den unverbesserlichen Sündern gewidmet. Reinbek bei Hamburg 1967, 1991. ISBN 978-3-498-09820-9
- Gesammelte Erzählungen. Reinbek bei Hamburg 1971. ISBN 978-3-498-09415-7
- Der Mann, der zuwenig wußte. Stories. Reinbek bei Hamburg 1994. ISBN 3-499-13288-5
- Vom Mann, der die Luft anhielt. Ausgewählt von Hans Magnus Enzensberger. Frankfurt a. M. 2006, Reihe Die Andere Bibliothek, ISBN 3-8218-4566-X.
- Ein Mond für Leonore oder die Kunst das kleine Glück zu finden. Mit Philip Waechter. 2007. ISBN 978-3-8363-0017-9

## Verfilmungen
- 1942: Thema: Der Mann (The Male Animal)
- 1947: Das Doppelleben des Herrn Mitty (The Secret Life of Walter Mitty)
- 1959: Mister Miller ist kein Killer (The Battle of the Sexes)
- 1972: Krieg zwischen Männern und Frauen (War Between Men and Women)
- 2013: Das erstaunliche Leben des Walter Mitty (The Secret Life of Walter Mitty)